# Elmondatott
Az Elmondatott a Bonanza Banzai ötödik stúdióalbuma, melyet magnókazettán és CD-n 1992-ben adtak ki. A zenét Hauber, Kovács és Menczel közösen jegyzik, a dalszöveg Kovács Ákos szerzeménye.

## Előadók
- Hauber Zsolt: szintetizátor, effektek
- Kovács Ákos: ének, vokál, gitár, zongora
- Menczel Gábor: szintetizátor, program

## Az album dalai
|     | Cím                        | Hossz |
| --- | -------------------------- | ----- |
| 1.  | "Elmondatott"              | 5'26  |
| 2.  | "Berlin"                   | 4'30  |
| 3.  | "A 101-es szoba"           | 4'11  |
| 4.  | "Persze hajnal van megint" | 4'05  |
| 5.  | "Pogo–III"                 | 3'14  |
| 6.  | "A halál dalol (Maxi)"     | 3'45  |
| 7.  | "Visszatérnék"             | 3'57  |
| 8.  | "Come On Angel"            | 3'55  |
| 9.  | "A szív hideg marad"       | 3'05  |
| 10. | "Vidám dal"                | 3'46  |
| 11. | "Elmondatott (Reprise)"    | 0'42  |